# Paseos de las Haciendas Fraccionamiento
Paseos de las Haciendas Fraccionamiento är en ort i Mexiko.   Den ligger i kommunen Jesús María och delstaten Aguascalientes, i den centrala delen av landet, 400 km nordväst om huvudstaden Mexico City. Paseos de las Haciendas Fraccionamiento ligger 1 901 meter över havet och antalet invånare är 1 596.
Terrängen runt Paseos de las Haciendas Fraccionamiento är platt åt sydost, men åt nordväst är den kuperad. Runt Paseos de las Haciendas Fraccionamiento är det tätbefolkat, med 459 invånare per kvadratkilometer. Närmaste större samhälle är Aguascalientes, 13,7 km sydost om Paseos de las Haciendas Fraccionamiento. Trakten runt Paseos de las Haciendas Fraccionamiento består till största delen av jordbruksmark.